# Groß Upahler See
Der Groß Upahler See, auch nur Upahler See, liegt in einem Endmoränenzug des Pommerschen Stadiums südlich der Warnow und südwestlich von Güstrow. Er gehört zur Sternberger Seenlandschaft im Naturpark Sternberger Seenland. Er hat eine grob eiförmige Gestalt mit einer schmalen längeren Bucht im Südwesten. Diese wird von einem Flachmoor umgeben und droht zu verlanden. Das Gewässer ist trotz seiner sehr steilen Uferhänge nur etwas über vier Meter tief und somit ein typischer Flachsee.
Der See wurde ab dem 13. Jahrhundert durch Entwässerung in Richtung Nebel abgesenkt. Die trockenliegenden Flächen wurden als Weide genutzt. Nördlich des Sees wurden bis 1840 mehrere Wassermühlen betrieben. Konkurrierende Vorstellungen zwischen Bauern und Müllern zur Höhe des Seenwasserstandes führten zu jahrhundertelangen Streitigkeiten. Noch heute wird der See über die ehemaligen Mühlenbäche nach Norden hin entwässert.
Der See gehört zum Naturschutzgebiet Upahler und Lenzener See im Landschaftsschutzgebiet „Dobbertiner Seenlandschaft und mittleres Mildenitztal“ und zum FFH-Gebiet „Wald- und Gewässerlandschaft um Groß Upahl und Boitin“. Er ist ein oligotropher bis mesotropher, kalkhaltiger See.

## Nachweise
1. 1 2 3 4 5 6 7  Dokumentation von Zustand und Entwicklung der wichtigsten Seen Deutschlands: Teil 2 Mecklenburg-Vorpommern (PDF; 3,5 MB)
2. ↑  www.institut-biota.de (Seite nicht mehr abrufbar, festgestellt im April 2018. Suche in Webarchiven)  Info: Der Link wurde automatisch als defekt markiert. Bitte prüfe den Link gemäß Anleitung und entferne dann diesen Hinweis. (PDF; 4,9 MB)